# ATP Buenos Aires
ATP Buenos Aires är en tennisturnering som spelas i Buenos Aires, Argentina. Turneringen är en del av kategorin 250 Series på ATP-touren och spelas utomhus på hardcourt i Buenos Aires Lawn Tennis Club som har plats för 5 500 åskådare. 
Den brukar spelas i februari och man spelar både herrsingel och herrdubbel.
Tidigare har tävlingen varit känd under namnen South American Open, Copa AT&T och Copa Telmex.

## Resultat

### Singel
| År        | Mästare                | Finalist               | Resultat                    |
| --------- | ---------------------- | ---------------------- | --------------------------- |
| 2024      | Facundo Díaz Acosta    | Nicolás Jarry          | 6–3, 6–4                    |
| 2023      | Carlos Alcaraz         | Cameron Norrie         | 6–3, 7–5                    |
| 2022      | Casper Ruud (2)        | Diego Schwartzman      | 5–7, 6–2, 6–3               |
| 2021      | Diego Schwartzman      | Francisco Cerúndolo    | 6–1, 6–2                    |
| 2020      | Casper Ruud            | Pedro Sousa            | 6–1, 6–4                    |
| 2019      | Marco Cecchinato       | Diego Schwartzman      | 6–1, 6–2                    |
| 2018      | Dominic Thiem          | Aljaž Bedene           | 6–2, 6–4                    |
| 2017      | Alexandr Dolgopolov    | Kei Nishikori          | 7–6(7–4), 6–4               |
| 2016      | Dominic Thiem          | Nicolás Almagro        | 7–6(7–2), 3–6,              |
| 2015      | Rafael Nadal           | Juan Mónaco            | 6–4, 6–1                    |
| 2014      | David Ferrer           | Fabio Fognini          | 6–4, 6–3                    |
| 2013      | David Ferrer           | Stanislas Wawrinka     | 6–4, 3–6, 6–1               |
| 2012      | David Ferrer           | Nicolás Almagro        | 4–6, 6–3, 6–2               |
| 2011      | Nicolás Almagro        | Juan Ignacio Chela     | 6–3, 3–6, 6–4               |
| 2010      | Juan Carlos Ferrero    | David Ferrer           | 5-7, 6-4, 6-3               |
| 2009      | Tommy Robredo          | Juan Mónaco            | 7–5, 2–6, 7–6(5)            |
| 2008      | David Nalbandian       | José Acasuso           | 3-6, 7-6(5), 6-4            |
| 2007      | Juan Mónaco            | Alessio di Mauro       | 6-1, 6-2                    |
| 2006      | Carlos Moyà            | Filippo Volandri       | 7-6 (6), 6-4                |
| 2005      | Gastón Gaudio          | Mariano Puerta         | 6-4, 6-4                    |
| 2004      | Guillermo Coria        | Carlos Moyà            | 6-4, 6-1                    |
| 2003      | Carlos Moyà            | Guillermo Coria        | 6-3, 4-6, 6-4               |
| 2002      | Nicolás Massú          | Agustín Calleri        | 2-6, 7-6 (5), 6-2           |
| 2001      | Gustavo Kuerten        | José Acasuso           | 6-1, 6-3                    |
| 1996-2000 | Ingen tävling          | Ingen tävling          | Ingen tävling               |
| 1995      | Carlos Moyá            | Félix Mantilla         | 6-0, 6-3                    |
| 1994      | Àlex Corretja          | Javier Frana           | 6-3, 5-7, 7-6 (3)           |
| 1993      | Carlos Costa           | Alberto Berasategui    | 3-6, 6-1, 6-4               |
| 1988      | Javier Sánchez         | Guillermo Pérez-Roldán | 6-2, 7-6                    |
| 1987      | Guillermo Pérez-Roldán | Jay Berger             | 3-2 Ret                     |
| 1986      | Jay Berger             | Franco Davín           | 6-3, 6-3                    |
| 1985      | Martín Jaite           | Diego Pérez            | 6-4, 6-2                    |
| 1983-1984 | Ingen tävling          | Ingen tävling          | Ingen tävling               |
| 1982      | Guillermo Vilas        | Alejandro Ganzábal     | 6-2, 6-4                    |
| 1981      | Ivan Lendl             | Guillermo Vilas        | 6-2, 6-2                    |
| 1980      | José Luis Clerc        | Rolf Gehring           | 6-7, 2-6, 7-5, 6-0, 6-3     |
| 1979      | Guillermo Vilas        | José Luis Clerc        | 6-1, 6-2, 6-2               |
| 1978      | José Luis Clerc        | Víctor Pecci           | 6-4, 6-4                    |
| 1977-2    | Guillermo Vilas        | Jaime Fillol           | 6-4, 6-4                    |
| 1977-1    | Guillermo Vilas        | Wojtek Fibak           | 6-4, 6-3, 6-0               |
| 1976      | Guillermo Vilas        | Jaime Fillol           | 6-2, 6-2, 6-3               |
| 1975      | Guillermo Vilas        | Adriano Panatta        | 6-1, 6-4, 6-4               |
| 1974      | Guillermo Vilas        | Manuel Orantes         | 6-3, 0-6, 7-5, 6-2          |
| 1973      | Guillermo Vilas        | Björn Borg             | 3-6, 6-7, 6-4, 6-6 uppgivet |
| 1972      | Karl Meiler            | Guillermo Vilas        | 6-7, 2-6, 6-4, 6-4, 6-4     |
| 1971      | Željko Franulović      | Ilie Năstase           | 6-3, 7-6, 6-1               |
| 1970      | Željko Franulović      | Manuel Orantes         | 6-4, 6-2, 6-0               |
| 1969      | Francois Jauffret      | Željko Franulović      | 3-6, 6-2, 6-4, 6-3          |
| 1968      | Roy Emerson            | Rod Laver              | 9-7, 6-4, 6-4               |

### Dubbel
| År        | Mästare                                    | Finalister                            | Resultat                |
| --------- | ------------------------------------------ | ------------------------------------- | ----------------------- |
| 2024      | Simone Bolelli (3) Andrea Vavassori        | Marcel Granollers Horacio Zeballos    | 6–2, 7–6(8–6)           |
| 2023      | Simone Bolelli Fabio Fognini               | Nicolás Barrientos Ariel Behar        | 6–2, 6–4                |
| 2022      | Santiago González Andrés Molteni (2)       | Horacio Zeballos Fabio Fognini        | 6–1, 6–1                |
| 2021      | Tomislav Brkić Nikola Ćaćić                | Ariel Behar Gonzalo Escobar           | 6–3, 7–5                |
| 2020      | Marcel Granollers (3) Horacio Zeballos (4) | Guillermo Durán Juan Ignacio Londero  | 6–4, 5–7, [18–16]       |
| 2019      | Máximo González Horacio Zeballos           | Diego Schwartzman Dominic Thiem       | 6–1, 6–1                |
| 2018      | Andrés Molteni Horacio Zeballos            | Juan Sebastián Cabal Robert Farah     | 6–3, 5–7, [10–3]        |
| 2017      | Juan Sebastián Cabal Robert Farah          | Santiago González David Marrero       | 6–1, 6–4                |
| 2016      | Juan Sebastián Cabal Robert Farah          | Iñigo Cervantes Paolo Lorenzi         | 6–3, 6–0                |
| 2015      | Jarkko Nieminen André Sá                   | Pablo Andújar Oliver Marach           | 4–6, 6–4, [10–7]        |
| 2014      | Marcel Granollers Marc López               | Pablo Cuevas Horacio Zeballos         | 7–5, 6–4                |
| 2013      | Simone Bolelli Fabio Fognini               | Nicholas Monroe Simon Stadler         | 6–3, 6–2                |
| 2012      | David Marrero Fernando Verdasco            | Michal Mertiňák André Sá              | 6–4, 6–4                |
| 2011      | Oliver Marach Leonardo Mayer               | Franco Ferreiro André Sá              | 7–6(8–6), 6–3           |
| 2010      | Sebastián Prieto Horacio Zeballos          | Simon Greul Peter Luczak              | 7–6(7–4), 6–3           |
| 2009      | Marcel Granollers Alberto Martín           | Nicolás Almagro Santiago Ventura      | 6–3, 5–7, [10–8]        |
| 2008      | Agustin Calleri Luis Horna                 | Werner Eschauer Peter Luczak          | 6-0, 66-7, 10-2         |
| 2007      | Sebastián Prieto Martín García             | Rubén Ramírez Hidalgo Albert Montañés | 6-4, 6-2                |
| 2006      | František Čermák Leoš Friedl               | Vasilis Mazarakis Boris Pašanski      | 6-1, 6-2                |
| 2005      | František Čermák Leoš Friedl               | José Acasuso Sebastián Prieto         | 6-2, 7-5                |
| 2004      | Lucas Arnold Ker Mariano Hood              | Federico Browne Diego Veronelli       | 7-5, 6-7 (2), 6-4       |
| 2003      | Mariano Hood Sebastián Prieto              | Lucas Arnold David Nalbandian         | 6-2, 6-2                |
| 2002      | Gastón Etlis Martín Rodríguez              | Simon Aspelin Andrew Kratzmann        | 3-6, 6-3, 10-4          |
| 2001      | Lucas Arnold Ker Tomás Carbonell           | Mariano Hood Sebastián Prieto         | 5-7, 7-5, 7-6 (5)       |
| 1996-2000 | Ingen tävling                              | Ingen tävling                         | Ingen tävling           |
| 1995      | Vince Spadea Christo Van Rensburg          | Jiří Novák David Rikl                 | 6-3, 6-3                |
| 1994      | Sergio Casal Emilio Sánchez                | Tomás Carbonell Francisco Roig        | 6-3, 6-2                |
| 1993      | Tomás Carbonell Carlos Costa               | Sergio Casal Emilio Sánchez           | 6-4, 6-4                |
| 1989-1992 | Ingen tävling                              | Ingen tävling                         | Ingen tävling           |
| 1988      | Carlos Costa Javier Sánchez                | Eduardo Bengoechea José Luis Clerc    | 6-3, 3-6, 6-3           |
| 1987      | Sergio Casal Tomás Carbonell               | Jay Berger Horacio De La Peña         | W/O                     |
| 1986      | Loic Courteau Horst Skoff                  | Gustavo Luza Gustavo Tiberti          | 3-6, 6-4, 6-3           |
| 1985      | Martín Jaite Christian Miniussi            | Eduardo Bengoechea Diego Pérez        | 6-4, 6-3                |
| 1983-1984 | Ingen tävling                              | Ingen tävling                         | Ingen tävling           |
| 1982      | Hans Kary Zoltan Kuharszky                 | Ángel Giménez Manuel Orantes          | 7-5, 6-2                |
| 1981      | Marcos Hocevar Joao Soares                 | Alvaro Fillol Jaime Fillol            | 7-6, 6-7, 6-4           |
| 1980      | Hans Gildemeister Andrés Gómez             | Ángel Giménez Jairo Velasco           | 6-4, 7-5                |
| 1979      | Tomas Smid Sherwood Stewart                | Marcos Hocevar Joao Soares            | 6-1, 7-5                |
| 1978      | Chris Lewis Van Winitsky                   | José Luis Clerc Belus Prajoux         | 6-4, 3-6, 6-0           |
| 1977-2    | Ion Tiriac Guillermo Vilas                 | Ricardo Cano Antonio Muñoz            | 6-4, 6-0                |
| 1977-1    | Wojtek Fibak Ion Tiriac                    | Lito Álvarez Guillermo Vilas          | 7-5, 0-6, 7-6           |
| 1976      | Carlos Kirmayr Tito Vásquez                | Ricardo Cano Belus Prajoux            | 6-4, 7-5                |
| 1975      | Paolo Bertolucci Adriano Panatta           | Jurgen Fassbender Hans-Jürgen Pohmann | 7-6, 6-7, 6-4           |
| 1974      | Manuel Orantes Guillermo Vilas             | Clark Graebner Thomaz Koch            | 6-4, 6-3                |
| 1972-1973 | Ingen tävling                              | Ingen tävling                         | Ingen tävling           |
| 1971      | Željko Franulović Ilie Năstase             | Patricio Cornejo Jaime Fillol         | 6-4, 6-4                |
| 1970      | Bob Carmichael Ray Ruffels                 | Željko Franulović Jan Kodeš           | 7-5, 6-2, 5-7, 6-7, 6-3 |
| 1968-1969 | Ingen tävling                              | Ingen tävling                         | Ingen tävling           |